# Campionato francese di rugby a 15 1938-1939
Il Campionato francese di rugby a 15 di prima divisione 1938-1939 fu vinto dal Biarritz che sconfisse il Perpignan in finale. 
Il Biarritz ebbe così la rivincita dell'anno precedente.

## Formula
- 42 squadre divise in 6 gruppi di 7 (girone all'italiana solo andata).
- Le prime di ogni girone e le migliori 2 seconde ai quarti di finale
- Dai quarti eliminazione diretta

## Semifinali
- USA Perpignan - SU Agen 14-6 d.t.s.
- Biarritz olympique- RC Toulon 7-0

## Finale
| Arbitro: | Paul Bergès |

| |            | |
| mete: Sorondo 2 | Marcatori  | |
| Francis Daguerre André Henon Alfred Guiné Auguste Lassalle Etienne Ithurra Fernand Muniain Louis Lascaray Jean Leguay Roger Boubé Henri Haget Pierre Pastor Gabriel Haget Louis Hatchondo Henri Sorondo Rémi Sallenave | Formazioni | Jean Calvet Camille Monceau Sauveur Moly Marcel Llary Joseph Henric Henri Gras Lucien Boulé Jacques Palat André Abat Gilbert Lavail Joseph Pagès Noël Brazès Hubert Marty Frédéric Trescazes Paul Porical |